# رموفسکی
رموفسکی (به لاتین: Removsky) یک منطقهٔ مسکونی در روسیه است که در سرزمین آلتای واقع شده‌است.